# 魏雲
魏雲，字雲從，福建閩縣（今屬福州市）人。明初官員。洪武四年（1371年）辛亥，明朝首開會試，魏雲考中吴伯宗榜三甲進士。官山東信陽縣丞。